# Поремећај личности
Поремећаји личности представљају карактеристичне и трајне обрасце понашања, мишљења и осећања који прилично одударају од оног што је уобичајено. Ове девијације се обично јављају у сфери воље, нагона и емоција. Испољавају се преко животног стила појединца и начина на који он комуницира с другима.
Поремећаји личности не представљају болест у медицинском смислу, већ “хроничну маладаптацију”, односно хроничну неприлагођеност условима свакодневног живота, неприлагођеност у интерперсоналним односима као и постојање дисфункционалних ставова и понашања.

## Врсте
Гранични поремећај личностинестабилност међуљудских односа, идентитета и афекта, као и назначена импулсивност.
Антисоцијални поремећај личностиЗанемаривање или кршење права других људи.
Хистрионични поремећај личностипрекомерна емоционалност и тражење пажње.
Нарцистички поремећај личностиграндиозност, потреба за дивљењем и недостатак емпатије.
Избегавајући поремећај личностисоцијална инхибиција, осећање неадекватности и преосетљивост на негативно оцењивање.
Зависни поремећај личностиподређено и зависно понашање повезано са прекомерном потребом да о особи неко брине.
Схизоидни поремећај личностиотуђеност од социјалних релација и ограничен распон емоционалног испољавања.
Параноидни поремећај личностинеповерење и сумњичавост, при чему се мотиви других људи тумаче као злоћудни.
Опсесивно-компулзивни поремећај личностипреокупираност уредношћу, перфекционизмом и контролом.
Схизотипални поремећај личностиакутна нелагодност у блиским међуљудским односима, когнитивне или перцептивне дисторзије и ексцентричности у понашању.